# Коштиуђени (Ботошани)
Коштиуђени (рум. Coștiugeni) насеље је у Румунији у округу Ботошани у општини Албешти. Oпштина се налази на надморској висини од 185 m.

## Становништво
Према подацима из 2002. године у насељу је живело 665 становника, од којих су сви румунске националности.